# Коміссаржевська Віра Федорівна
Віра Федорівна Коміссаржевська (27 жовтня (8 листопада) 1864 — 10 (23) лютого 1910) — російська акторка початку XX століття.

## Життєпис

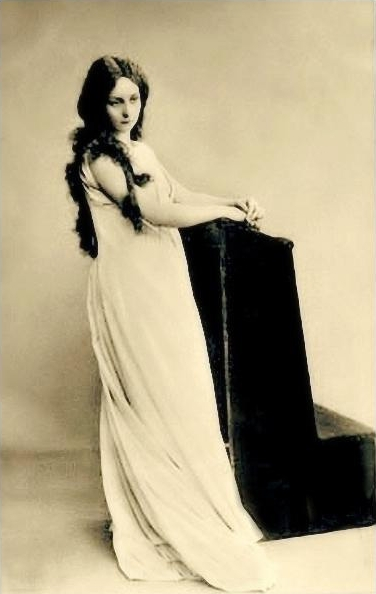
Віра Федорівна Коміссаржевська

Віра Коміссаржевська (до революції її прізвище писали Ко  'мм'  іссаржевска) народилася в Петербурзі 8 листопада (27 жовтня за старим стилем) 1864 року в родині російського актора опери і музичного педагога Ф. П. Комміссаржевського. Брат, Федір Коміссаржевський — відомий театральний художник і режисер. Сестра — Надія (в шлюбі Скарська) — театральна акторка, режисерка, театральна діячка, заслужена артистка Республіки (1927).
В 1891 році в Санкт-Петербурзі Віра Коміссаржевська вперше виступила на аматорській сцені в Морських зборах Флотського екіпажу в ролі Зіни (п'єса «Гарячі листи» П. П. Гнєдіча). Її сценічному дебюту передували заняття з відомим актором Олександрінського театру В. Н. Давидовим. Потім Коміссаржевська почала брати участь у виставах Товариства мистецтва і літератури (Москва), яким керував К. С. Станіславський.
Виконанням ролі Бетсі в «Плоди освіти» (1891) Коміссаржевська звернула на себе увагу діячів професійного театру. Вона була запрошена до Новочеркаська в антрепризу М. М. Синельникова (грала в 1893—1894 роках) на ролі «інженю» і водевільні ролі зі співом.
Веселістю, жвавістю, непідробним гумором було пройнято виконання Коміссаржевською ролей в одноактних п'єсах і водевілях.

### Олександрійський театр
В 1896 році Коміссаржевська поступає на сцену Олександрінського театру. Перший великий успіх приходить до неї після ролі Лариси в «Безприданниці». Потім були ролі Ніни Зарічної в чеховській «Чайці», Маріккі в п'єсі «Вогні Іванової ночі» Зудермана, Маргарити в «Фаусті» та інші.

### Відкриття Драматичного театру
Залишивши сцену Олександрінського театру, Коміссаржевска відкрила власний Драматичний театр (в будівлі сучасного ТЦ Пасаж). Театр відкрився 15 вересня 1904 року. Два сезони перед цим Коміссаржевска провела в подорожах по провінції, де і раніше щорічно гастролювала. Метою цього дворічного турне став збір коштів для власного театру. Перші кілька років постановочну частину театру очолював брат В. Ф. Коміссаржевської Федір Коміссаржевский. Основу репертуару складали твори Ібсена, Чехова і Островського.

### Останні роки
В 1909 році розчарування Коміссаржевської власним театром змусило прийняти її непросте рішення: піти з театру. У Віри Федорівни з'явилася нова мрія — створити театральну школу. Перед цим вона вирушила на гастролі, які виявилися останніми в її житті.
Померла Коміссаржевська в Ташкенті від віспи під час своїх гастролей 10 лютого (23 лютого за новим стилем) 1910 року.
Була похована на Нікольському цвинтарі Олександро-Невської лаври.

## У кінематографі
- «Я — акторка» (рос. «Я — актриса») — радянський художній фільм 1980 року («Ленфільм», реж. В. Соколов) про долю Віри Федорівни Коміссаржевської. У головній ролі — Наталія Сайко.

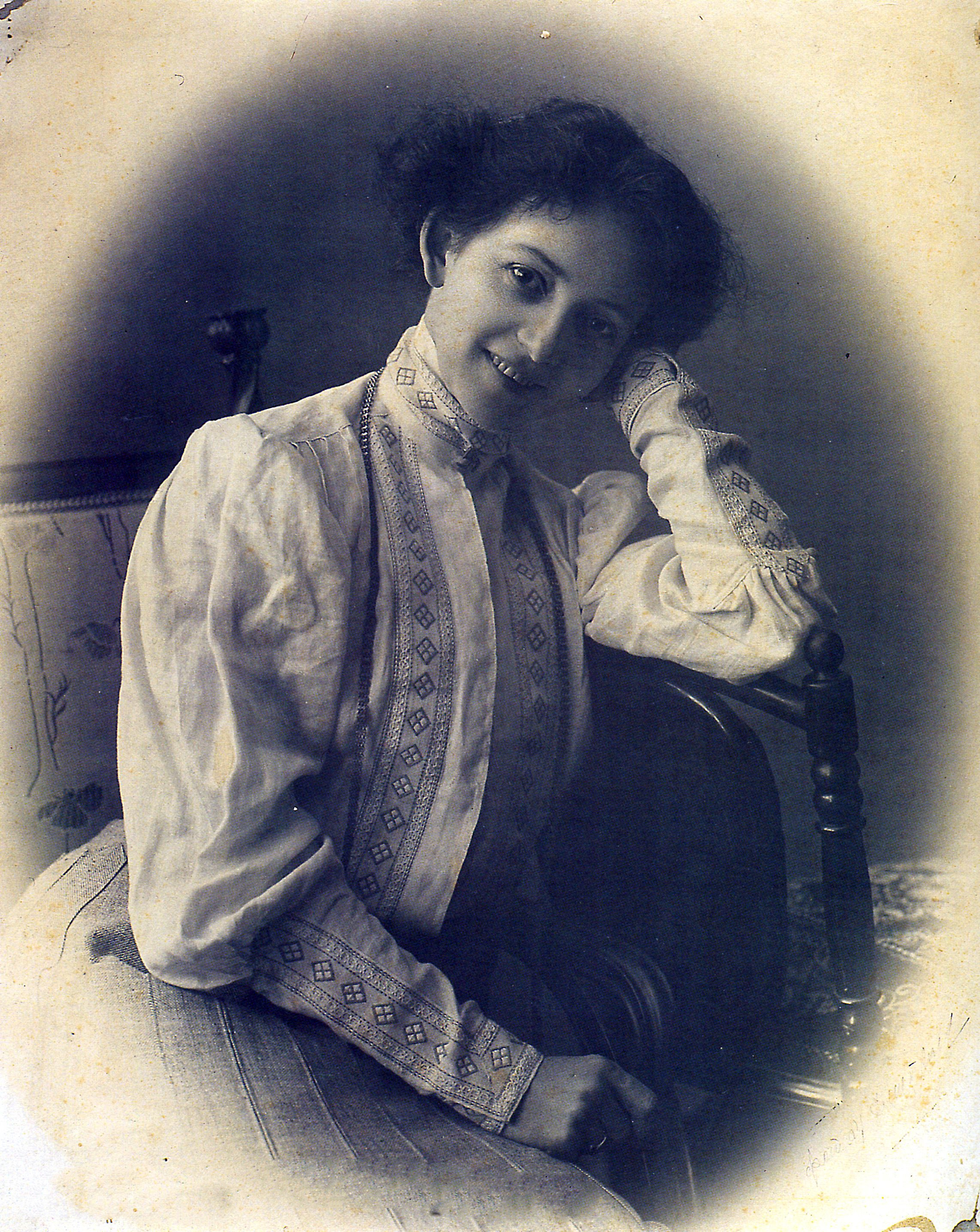
Віра Коміссаржевска
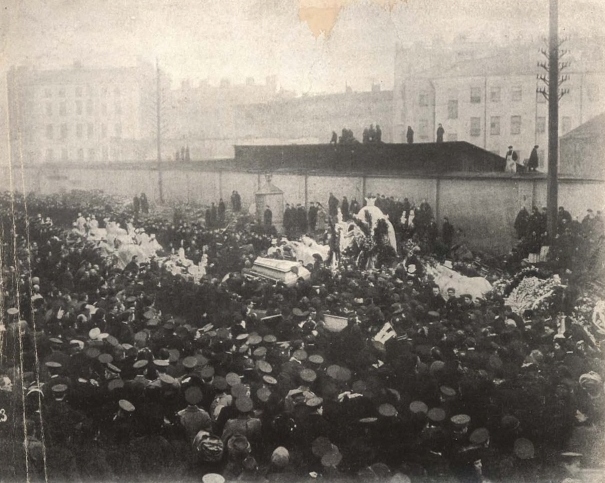
Похорон Коміссаржевскої.
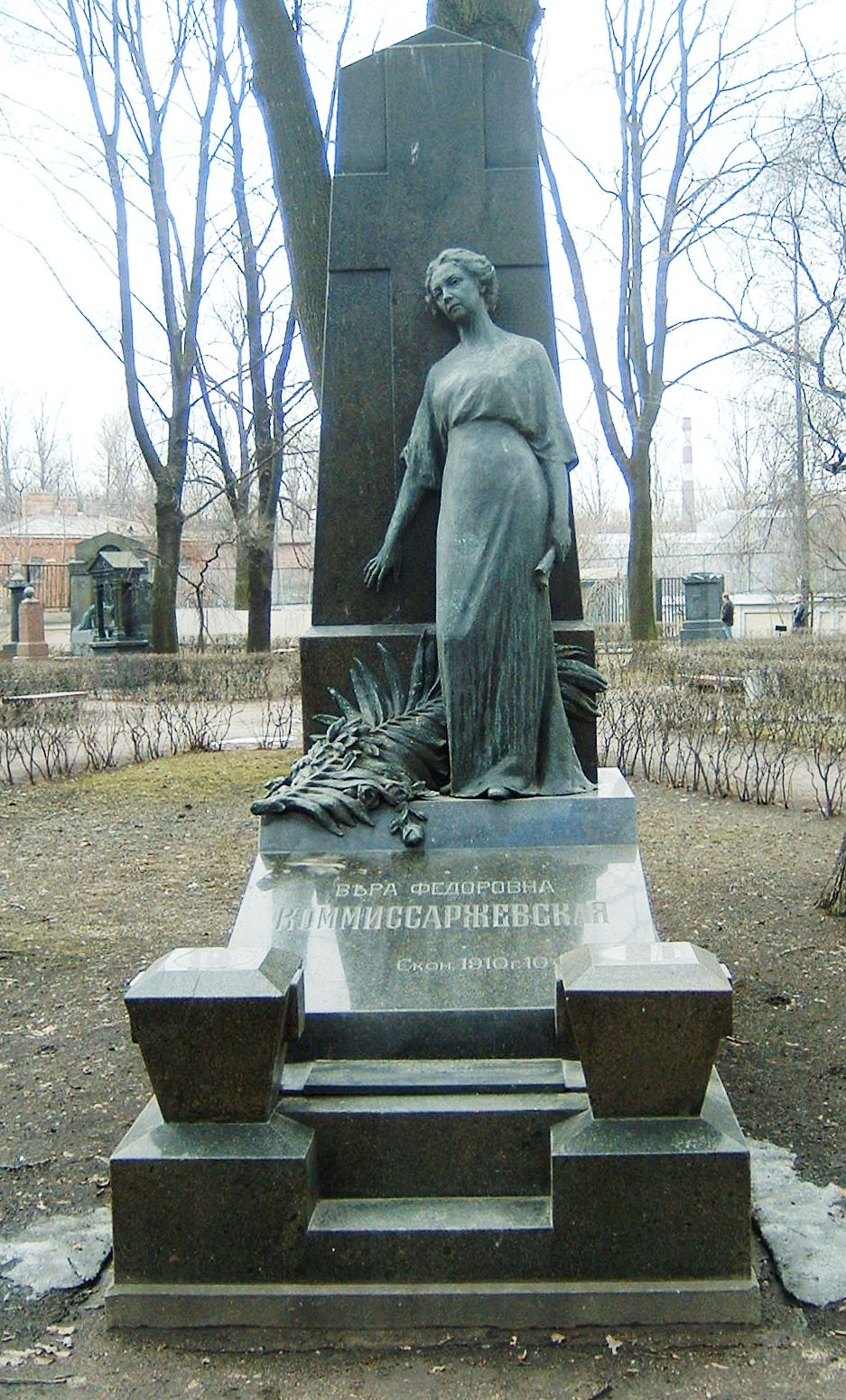
Могила Коміссаржевскої на Тихвінскому кладовищі в Петербурзі. Скульптор - Марія Діллон.